# Nemesis (powieść Isaaca Asimova)
Nemesis – powieść Isaaca Asimova z 1989 roku, wykorzystująca motyw statku-arki. Wydana w Polsce w 1991 przez Kantor Wydawniczy SAWW w przekładzie Jędrzeja Polaka. 
Jedna z ostatnich powieści Asimova (zm. 1992), luźno nawiązująca do jego dwóch największych cykli, Fundacji i Robotów. Nominowana do Nagrody im. Kurda Lasswitza w 1991. 

## Fabuła
Powieść opisuje losy Osiedla – stacji kosmicznej zamieszkanej przez niewielką populację ludzi, która jako pierwsza zdecydowała się opuścić macierzysty Układ Słoneczny i polecieć do układu planetarnego tytułowej gwiazdy Nemesis. Historia przedstawia także interakcję pomiędzy umysłem człowieka oraz „organizmem” planety.